# Festzelte
Le Festzelte (letteralmente "Tende da festa") sono gli stand presenti nelle feste popolari della birra in Germania, tra cui la celeberrima Oktoberfest di Monaco di Baviera.

## Festzelte dell'Oktoberfest
All'Oktoberfest sono presenti 14 tende principali (Große Festzelte) che sono gestite dalle sei marche di birra storiche di Monaco di Baviera (Paulaner, Spaten, Hofbräuhaus, Hacker-Pschorr, Augustiner e Löwenbräu) ed hanno una lunga tradizione storica. 
L'opera di costruzione delle tende di solito inizia tre mesi prima dell'inizio dell'Oktoberfest.

### Armbrustschützenzelt
La Armbrustschützenzelt risale al 1895. Ha 5.830 posti al coperto e 1620 all'esterno. Il direttore della tenda (Festwirt) è Peter Island Camera, il fratello del proprietario della fabbrica di birra Ayinger; la birra servita nella tenda è la Paulaner.

### Augustiner-Bräu
La fabbrica di birra Augustiner offre l'unica tenda di Monaco in cui sono presenti ancora botti di legno. La tenda dispone di 6000 posti all'interno e 2500 all'aperto. La tenda è gestita da Manfred Vollmer. La birra servita è Augustiner.

### Bräurosl / Pschorrbräu-Festhalle
Il Bräurosl è il tendone della famiglia Betreiber. In questa tenda ogni anno, tradizionalmente la prima domenica dell'Oktoberfest si tiene un evento del "MLC Münchner Löwen Clubs e.V.", come ad esempio il "Gay Sunday".
Punti di riferimento sono due Bräurosl alti quasi 20 metri siti al di fuori della tenda. I posti disponibili sono 6.000 all'interno e 2.500 all'esterno.
Viene servita la birra Hacker-Pschorr.